# Gusto neoclassico
Gusto neoclassico è una raccolta di brevi saggi dell'autore italiano Mario Praz, apparsa per la prima volta nel 1940 e riedita con successive integrazioni. Nel 1969 fu tradotta in inglese.

## Contenuto
Nei vari saggi che compongono la raccolta, l'autore individua corrispondenze tra vari aspetti dell'epoca in cui si diffuse lo stile neoclassico, come gli eventi storici contingenti, la vita artistica e quella letteraria. In alcuni brani (Domenichino, Milton e Poussin, Palladio e il Neoclassicismo) s'indicano vari artisti come precursori delle istanze tipiche del neoclassicismo. 
Un pensiero spesso espresso dall'autore è che lo stile neoclassico nelle arti figurative fosse all'epoca generalmente (e immeritatamente) sottovalutato nell'opinione pubblica, anche per effetto dei giudizi di famosi critici d'arte come Roberto Longhi. Nell'introduzione alla terza edizione del 1974 l'autore nota però una rivalutazione del neoclassicismo, soprattutto dopo una grande mostra tenutasi a Londra nel 1972.

### Elenco dei brani contenuti nell'edizione BUR
1. Neoclassicismo e Impero
2. Domenichino
3. Milton e Poussin
4. Palladio e il Neoclassicismo
5. Winckelmann
6. Le antichità di Ercolano
7. Dal Rococò al Neoclassico
8. Classicismo rivoluzionario
9. Case giorgiane[4]
10. Pittura neoclassica inglese
11. Rue des Colonnes
12. David astro freddo
13. Canova e la bellezza
14. La scultura neoclassica in Italia
15. La grazia neoclassica lombarda
16. Architettura neoclassica in Lombardia
17. Il Neoclassico a Roma
18. Il cavaliere Alberto[5]
19. La schiava greca
20. Dello stile Impero
21. Thomas Hope
22. Un interno
23. Bianco e oro
24. Il poeta di Pietroburgo
25. La città di Pietro
26. Splendori di ville russe
27. Un carme e un ritratto
28. Atlante della «Grande Armée»
29. La Napoleonide
30. Murat Re d'armi
31. La fine del Re di Roma
32. Maria Luigia
33. Le belle dell'epoca neoclassica
34. Emma Liona[6]
35. Diario di uno sciocco
36. La dama sul sofà
37. La dama con la lira
38. La principessa Wolkonsky
39. Magia d'un ritratto
40. Porcellane d'altri tempi
41. Vecchi orologi
42. Il viaggio in Italia di Jean-Baptiste Isabey
43. Vecchi collezionisti
44. Resurrezione dello stile Impero
45. Neoclassicismo a Londra
46. Appendice: Il «Classicismo» di Giosuè Carducci[4]

## Edizioni
- Mario Praz, Gusto neoclassico, Firenze, Sansoni, 1940.
- Mario Praz, Gusto neoclassico, Napoli, ESI, 1959.
- (EN) Mario Praz, On Neoclassicism, traduzione di Angus Davidson, London, Thames & Hudson, 1969.
- Mario Praz, Gusto neoclassico, Milano, Rizzoli, 1974.
- Mario Praz, Gusto neoclassico, BUR illustrati, Milano, Rizzoli, 1990.
- Mario Praz, Gusto neoclassico, BUR Arte, Milano, Rizzoli, 2003, ISBN 88-17-10058-7.